# Sinjong
Sinjong (né le 11 août 1144 et mort le 15 février 1204) est le vingtième roi de la Corée de la dynastie Goryeo. Il a régné de 1197 à sa mort.